# Potentiel de Lennard-Jones

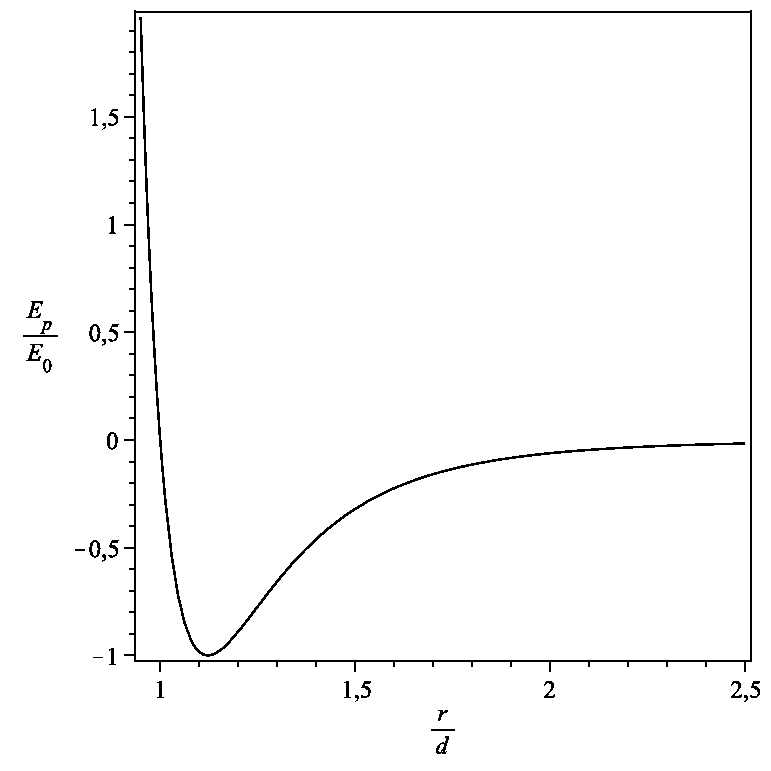
Potentiel de Lennard-Jones (valeurs réduites).

Le potentiel de Lennard-Jones, qui est plus précisément une énergie potentielle, décrit l'interaction entre deux atomes au sein d'un gaz monoatomique de type gaz rare. Bien que ne faisant appel qu'à la seule distance entre deux centres il est également utilisé pour l'interaction de molécules. On peut alors l'interpréter comme potentiel moyen. Son expression en fonction de la distance r entre les deux atomes est :
{\displaystyle E_{\mathrm {p} }(r)=4\,E_{0}\,\left[\left({\frac {d}{r}}\right)^{12}-\left({\frac {d}{r}}\right)^{6}\right]}
Le potentiel s'annule pour r = d et possède un minimum en r/d = 21/6 ≈ 1,12246....
Le terme à la puissance 6, terme attractif dominant à grande distance, porte le nom d'interaction de Van der Waals. L'exposant 12 du terme répulsif, dominant à courte distance, est empirique : il s'agit là de rendre compte de façon ad hoc de la répulsion de Pauli entre les électrons, qui empêche l'interpénétration mutuelle des nuages électroniques de deux atomes.
Quelques valeurs (k est la constante de Boltzmann) :
| Espèce chimique | d (nm) | E0/k (K) |
| --------------- | ------ | -------- |
| Argon           | 0,3405 | 119,8    |
| Krypton         | 0,360  | 171      |
| Néon            | 0,278  | 34,9     |
| Oxygène         | 0,346  | 118      |
| Gaz carbonique  | 0,4486 | 189      |

Lorsque l'on ne connaît pas les caractéristiques du potentiel pour une interaction hétérogène entre les atomes i et j, on utilise les lois empiriques suivantes :
{\displaystyle d_{ij}={\frac {d_{ii}+d_{jj}}{2}}}
{\displaystyle {E_{0}}_{ij}={\sqrt {{E_{0}}_{ii}{E_{0}}_{jj}}}}
Ce potentiel a été très largement utilisé en utilisant la procédure suivante pour les gaz :
Mesure (en général la viscosité) → Calcul des paramètres de la loi → utilisation pour calculer les autres coefficients de transfert (coefficients de diffusion, conductivité).
On utilise plutôt aujourd'hui le potentiel SSH (Schwartz, Slawsky, Herzfeld), plus précis, recalé par tranches par comparaison à des expériences de spectroscopie.
Le problème de Lennard-Jones à N atomes (connu aussi sous le nom de problème LJ cluster dans la littérature anglophone) consiste à trouver la configuration spatiale d'une molécule à N atomes minimisant l'énergie potentielle totale de la molécule. Cette configuration est en principe celle que prendra physiquement la molécule, puisque la plus stable. Ce problème a des applications pratiques dans de nombreux domaines (chimie, biologie), et se ramène à un problème de minimisation non linéaire à 3N variables. Ces problèmes ont été traités, jusqu'à N = 1000 en utilisant des algorithmes stochastiques (recuit simulé, algorithmes génétiques), mais la preuve d'optimalité des solutions est extrêmement difficile à établir, le record actuel étant de N = 5.